# Louis Régnier
Pour les articles homonymes, voir Régnier.
Ne doit pas être confondu avec Louis Régnier de La Planche.
Louis Regnier (dit « Loulou » ou « le seigneur des Sablettes »), est une figure du crime organisé français, né le 25 novembre 1922 à Hyères et mort le 15 mars 2003 à La Seyne-sur-Mer.

## Biographie
Né en 1922 à Hyères, il est issu d'une famille aisée qui a fait fortune dans les assurances. Après des études correctes, il débute dans la criminalité à Paris. En 1958, il est condamné à perpétuité pour le meurtre d'un souteneur grenoblois.
Il sera toutefois acquitté à la suite d'un pourvoi en cassation.
En 1961 et 1962, il est assigné à résidence en Corse d'où est originaire sa mère.« Loulou Régnier » prend en main le secteur de la prostitution à La Seyne-sur-Mer où se trouvent bon nombre de bars et discothèques et devient une personnalité en vue. Louis Régnier, qui a possédé différents établissements de nuit et restaurants dans le Sud-Est, ainsi qu'une boîte de nuit à Abidjan, avait gardé toute sa vie un casier judiciaire vierge malgré plusieurs interpellations et mises en examen dans des dossiers de trafic de drogue ou proxénétisme.  
Proche des milieux corses et marseillais, il appuie les campagnes électorales du sénateur-maire, Maurice Arreckx. Malgré les nombreux trafics internationaux (Allemagne et Belgique) auxquels il participa certainement, il meurt avec un casier judiciaire vierge en 2003. Il fit une longue préventive pour soupçon de trafic de drogue.
Son ami et mentor, Philippe Gratius dit : "le petit tatoué", un jeune espoir de la boxe promis à une belle carrière, qu'il a lui-même propulsé dans le Milieu, ne tardera pas à arriver sur le devant de la scène varoise en particulier lors de violents braquages dans de nombreuses agences bancaires de la région. Son nom défrayera également la chronique lors de deux règlements de comptes dans les années 80 sans que la justice ne puisse l'impliquer. Malgré son jeune âge, l'homme que l'on qualifie de très intelligent ne tardera pas à s'imposer dans le milieu varois. Après un long séjour derrière les barreaux, il disparait de la circulation et ne fera plus jamais parler de lui.

## Sources
- « Var: le fils d'une figure du milieu toulonnais tué d'une balle dans la tête », sur lexpress.fr, 6 septembre 2012 (consulté le 2 décembre 2013)
- « Toulon. Le fils d'un ancien parrain abattu d'une balle en pleine tête », sur francetvinfo.fr, 6 septembre 2012 (consulté le 2 décembre 2013)